# Preston Sturges
Preston Sturges, nato Edmund Preston Biden (Chicago, 29 agosto 1898 – New York, 6 agosto 1959), è stato uno sceneggiatore e regista cinematografico statunitense.
Nel 1941 vinse il Premio Oscar alla migliore sceneggiatura originale per il film Il grande McGinty.

## Biografia
Accostatosi al mondo dello spettacolo come autore di canzoni e commediografo, ottenne il suo più importante successo nel 1929 con Strictly Dishonorable, brillante satira di costume sul proibizionismo.
Seguirono altri lavori teatrali di minore incisività e nel contempo si dedicò sempre più attivamente alla sceneggiatura cinematografica. Coltivò in questo campo svariati generi, dalla commedia alla riduzione di classici affermandosi tuttavia con un suo particolare procedimento narrativo, il narratage, consistente in una voce che commenta l'azione fuori campo, adottato da Sturges per la prima volta in Potenza e gloria (1933) e che incontrò presto vasta diffusione.
Passato alla regia nel 1940, Sturges vi trasferì il suo estro satirico e il suo gusto per la commedia sofisticata di cui fu uno dei principali esponenti. Lady Eva (1941) e, soprattutto, I dimenticati, furono i suoi film più significativi. Il successo di Sturges, cospicuo negli anni quaranta, declinò nel decennio successivo: dopo un temporaneo ritorno al teatro il regista si trasferì in Europa realizzandovi film minori.

## Filmografia

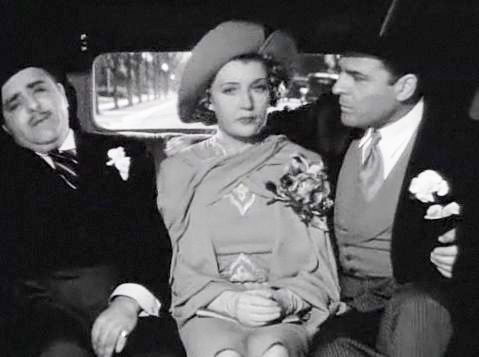
Akim Tamiroff, Muriel Angelus e Brian Donlevy ne Il grande McGinty (1940)

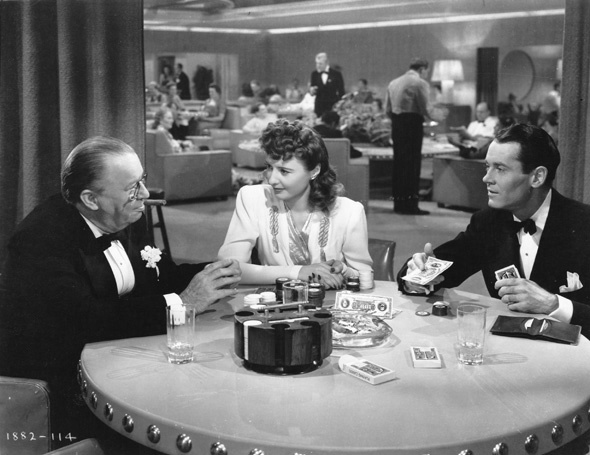
Charles Coburn, Barbara Stanwyck, Henry Fonda in Lady Eva (1941)

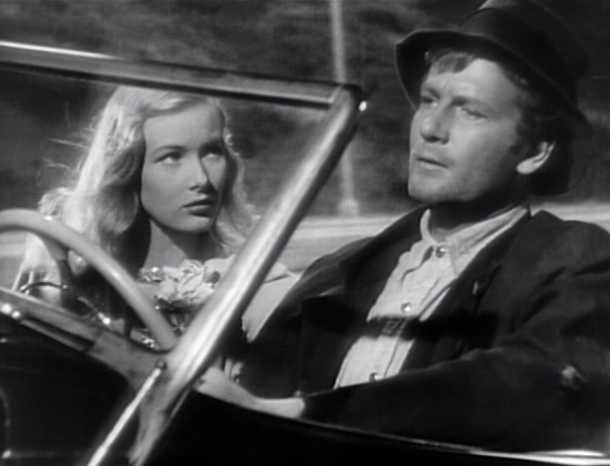
Veronica Lake e Joel McCrea ne I dimenticati (1941)

### Regista
- Il grande McGinty (The Great McGinty) (1940)
- Un colpo di fortuna (Christmas in July) (1940)
- Lady Eva (The Lady Eve) (1941)
- I dimenticati (Sullivan's Travels) (1941)
- Ritrovarsi (The Palm Beach Story) (1942)
- Il miracolo del villaggio (The Miracle of Morgan's Creek) (1944)
- Evviva il nostro eroe (Hail the Conquering Hero) (1944)
- The Great Moment (1944)
- Meglio un mercoledì da leone (The Sin of Harold Diddlebock o Mad Wednesday) (1947)
- Infedelmente tua (Unfaithfully Yours) (1948)
- L'indiavolata pistolera (The Beautiful Blonde from Bashful Bend) (1949)
- Il carnet del maggiore Thompson (Les Carnets du Major Thompson) (1955)

### Sceneggiatore
- La conquista dell'America (The Big Pond), regia di Hobart Henley (1930)
- La Grande mare, regia di Hobart Henley (1930)
- Fast and Loose, regia di Fred C. Newmeyer (1930)
- Strictly Dishonorable, regia di John M. Stahl (1931)
- I milioni... che disgrazia! (They Just Had to Get Married), regia di Edward Ludwig (1932)
- Il prezzo del piacere (Child of Manhattan), regia di Edward Buzzell (1931)
- Potenza e gloria (The Power and the Glory), regia di William K. Howard (1933)
- L'uomo invisibile (The Invisible Man), regia di James Whale (1933)
- XX secolo, regia di Howard Hawks (1934)
- Thirty Day Princess, regia di Marion Gering (1934)
- Lo specchio della vita (Imitation of Life), regia di John M. Stahl (1934)
- Resurrezione (We Live Again), regia di Rouben Mamoulian (1934)
- Le vie della fortuna (The Good Fairy), regia di William Wyler (1935)
- L'uomo dai diamanti (Diamond Jim), regia di A. Edward Sutherland (1935)
- Next Time We Love, regia di Edward H. Griffith 1936)
- La bisbetica innamorata (Love Before Breakfast), regia di Walter Lang (1936)
- Hotel Haywire, regia di Arthur Archainbaud (1937)
- Che bella vita (Easy Living), regia di Mitchell Leisen (1937)
- Port of Seven Seas, regia di James Whale (1938)
- Un vagabondo alla corte di Francia (If I Were King), regia di Frank Lloyd (1938)
- Tira a campare! (Never Say Die), regia di Elliott Nugent (1939)
- Il grande McGinty (The Great McGinty), regia di Preston Sturges (1940)
- Ricorda quella notte (Remember the Night), regia di Mitchell Leisen (1940)
- Un colpo di fortuna (Christmas in July), regia di Preston Sturges (1940)
- Lady Eva (The Lady Eve), regia di Preston Sturges (1941)
- I dimenticati (Sullivan's Travels), regia di Preston Sturges (1941)
- Ritrovarsi (The Palm Beach Story), regia di Preston Sturges (1942)
- Il miracolo del villaggio (The Miracle of Morgan's Creek), regia di Preston Sturges (1944)
- Evviva il nostro eroe (Hail the Conquering Hero), regia di Preston Sturges (1944)
- The Great Moment, regia di Preston Sturges (1944)
- Meglio un mercoledì da leone (The Sin of Harold Diddlebock o Mad Wednesday), regia di Preston Sturges (1947)
- Infedelmente tua (Unfaithfully Yours), regia di Preston Sturges (1948)
- L'indiavolata pistolera (The Beautiful Blonde from Bashful Bend), regia di Preston Sturges (1949)
- Il carnet del maggiore Thompson (Les Carnets du Major Thompson), regia di Preston Sturges (1955)

### Attore
- Signorine, non guardate i marinai (Star Spangled Rhythm), regia di George Marshall e A. Edward Sutherland (1942)